# 海恩斯 (北达科他州)
海恩斯（英語：Haynes）是美国北达科他州下属的一座城市。根据2010年美国人口普查，该市有人口23人。